# Phoenix rising (TVB)
Phoenix rising is een Hongkongse TVB-serie uit 2007. Het beginlied "蘭花劫" is gezongen door Kelly Chen. De serie is uitgezonden op TVB seriekanaal en is sinds mid-2007 te koop in winkels. Het verhaal gaat over drie zussen in Shanghai ten tijde van de Chinese Republiek. Ze hebben vroeg hun ouders verloren en werden op jonge leeftijd geadopteerd.

## Rolverdeling
| Acteur/actrice | rol            | relatie                                                                  |
| -------------- | -------------- | ------------------------------------------------------------------------ |
| Louisa So      | Yim Pui-Woo    | Kong Lai-Nga's jongere zus So Fei's oudere zus Cheung Chi-Hoi's ex-vrouw |
| Sunny Chan     | Yin Leung      | Kong Lai Nga's vriend                                                    |
| Tin Yui Nei    | Kong Lai-Nga   | Yim Pui-Woo en So Fei's oudere zus Yin Leung's vriendin                  |
| Leila Tong     | So Fei         | Kong Lai Nga en Yim Pui-Woo's jongere zus                                |
| Wong Chi Yin   | Cheung Chi-Hoi | Yim Pui-Woo's ex-man                                                     |
| Nancy Wu       | Yip Chi-Shan   | een gevangene                                                            |
| Jack Wu        | Ma Hark        | Yin Leung's jongere neef                                                 |

Welcome to the house 高朋滿座 · Best selling secrets 同事三分親 · The conquest 爭霸 · Ten brothers 十兄弟 · War and destiny 亂世佳人 · A change of destiny 天機算 · The family link 師奶兵團 · The green grass of home 緣來自有機 · Devil's disciples 強劍 · Fathers and sons 爸爸閉翳 · Steps 舞動全城 · Men don't cry 奸人堅 · Word twisters' adventures 鐵咀銀牙 · The building blocks of life 建築有情天 · The brink of law 突圍行動 · Best bet 迎妻接福 · Life art 寫意人生 · Heart of greed 溏心風暴 · On the first beat 學警出更 · The drive of life 歲月風雲 · The ultimate crime fighter 通天幹探 · Marriage of inconvenience 兩妻時代 · Survivor's law II 律政新人王II · The colours of love 森之愛情 · Heavenly in-laws 我外母唔係人 · The slicing of the demon 凶城計中計 · Phoenix rising 蘭花劫